# Мария Анна Цвейбрюккен-Биркенфельдская
Мария Анна Цвейбрюккен-Биркенфельдськая (нем. Maria Anna von Pfalz-Zweibrücken-Birkenfeld), (18 июля 1753 — 4 февраля 1824) — пфальцграфиня Цвейбрюккен-Биркенфельдськая, по мужу — герцогиня Баварии; дочь пфальцграфа Фридриха Михаэля Цвейбрюккен-Биркенфельдского и Марии Франциски Зульцбахской, жена герцога Баварии Вильгельма.

## Биография

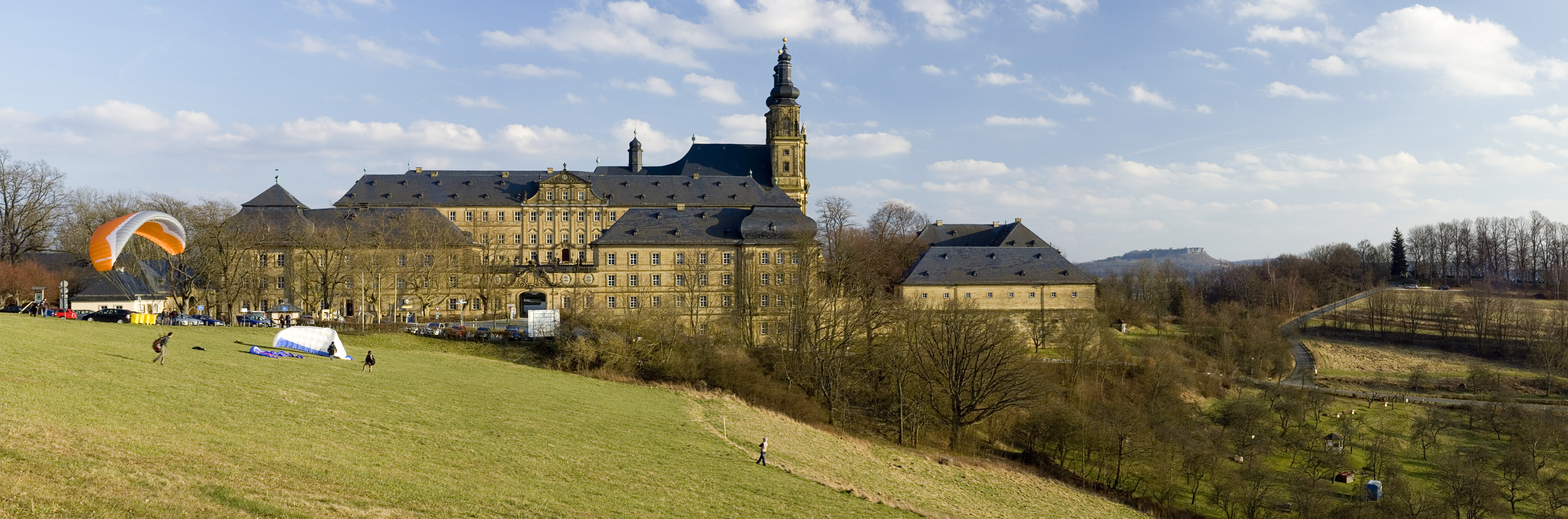
Монастырь Банц

Мария Анна родилась 18 июля 1753 года в Шветцингене. Она была второй дочерью и четвертым ребёнком пфальцграфа Фридриха Михаэля Цвейбрюккен-Биркенфельдского и Марии Франциски Зульцбахской. Её старшего брата звали Карл Август, сестру — Мария Амалия. Ещё один брат, Клеменс Август, умер ещё до её рождения. Мать с отцом вскоре после рождения младшего сына Максимилиана стали жить раздельно. Марию Франциску вообще вскоре выслали из страны. Она смогла вернуться лишь в 1867 году, после смерти мужа.
В 1769 году вступила в брак старшая сестра Марии Анны, Мария Амалия. Её примеру последовал в 1774 году и Карл Август.
Сама же Мария Анна заключила брак с Вильгельмом Биркенфельд-Гельнхаузенским 30 января 1780 года. Свадьба состоялась в Мангейме. У пары после рождения мёртвого сына в 1782 году родилось двое здоровых детей:
- Мария Елизавета (1784—1849) вышла замуж за маршала Франции Луи Александра Бертье, принца де Ваграма, имела трёх детей.
- Пий Август (1786—1837) — следующий герцог Баварии, женившийся на Амалии Аренбергской, имел сына.

16 февраля 1799 года Вильгельм получил титул герцога Баварии.
Мария Анна умерла в возрасте семидесяти лет в Бамберге. Похоронена в монастыре Банц.